# Jean-Baptiste Berton

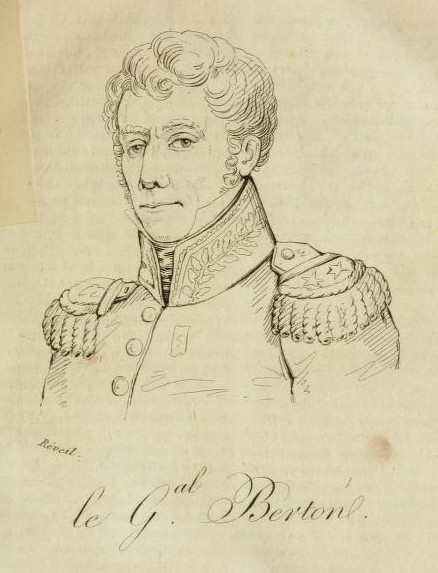
Jean-Baptiste Berton.

Jean-Baptiste Berton, ursprungligen Breton, född den 15 juni 1769 i Francheval vid Sedan, död den 5 oktober 1822, var en fransk militär.
Beton utmärkte sig som krigare och steg småningom till brigadgeneral. Efter bourbonska restaurationen fick han avsked på grund av att han offentliggjort för regeringen misshagliga flygskrifter och till kamrarna inlämnat flera petitioner angående större politisk frihet. Invecklad i en av polisen själv anstiftad komplott, höjde han 24 februari 1822 i Thouars upprorsfanan, proklamerade en provisorisk regering och marscherade med 100 man fotfolk och 25 ryttare mot Saumur, men denna obetydliga styrka upplöste sig, innan den nått staden. Berton flydde förklädd, men blev häktad, ställd inför rätta, dömd till döden och avrättad samma år. 